# Павлов, Валентин Викторович
Валенти́н Ви́кторович Па́влов (30 ноября 1929 — 21 февраля 2017) — советский дипломат. Чрезвычайный и полномочный посол.

## Биография
В 1953 году окончил Московский государственный институт международных отношений. Работал в центральном аппарате МИД СССР (1953—1958 — референт в Консульском управлении МИД СССР; 1963), в посольстве СССР в Болгарии (1958—1963).
В 1965 году окончил Высшую дипломатическую школу МИД СССР.
Работал вторым секретарём Отдела печати МИД СССР (1965—1967), затем — в Секретариате Международной организации труда (МОТ) в Женеве (1967—1973).
С 1973 года — заведующий сектором в 5-м Европейском отделе МИД СССР, в 1975—1980 — советник-посланник посольства СССР в Болгарии. С 1980 года — заместитель заведующего 5-м Европейским отделом МИД СССР.
С 29 августа 1985 по 24 июля 1990 года — чрезвычайный и полномочный посол СССР в Бенине.
Выйдя в отставку в 1990 году, жил в Москве, где скончался 21 февраля 2017 года. Похоронен на Троекуровском кладбище (участок 25).

## Награды
- медаль «За доблестный труд. В ознаменование 100-летия со дня рождения Владимира Ильича Ленина»;
- медаль «За трудовое отличие»;
- Почётная грамота Президиума Верховного Совета РСФСР[1].